# 六甲高山植物園
六甲高山植物園（ろっこうこうざんしょくぶつえん）は、兵庫県神戸市の六甲山上にある植物園。
植物学の第一人者・牧野富太郎博士の指導を受けて1933年6月24日に開園した。阪急阪神ホールディングス傘下の阪神電気鉄道の直営であるが、実際の運営は2003年以降、子会社の阪神総合レジャー（現・六甲山観光）に委託されている。園は海抜865mに位置するため年平均気温は北海道並の約9°Cである。この気候を利用して世界の高山植物、寒冷地の植物など約1,500種の植物を栽培している。
日本博物館協会会員館、兵庫県博物館協会加盟館。博物館法に基づく神戸市教育委員会指定施設（博物館に相当する施設。1955年~）である。

## 主な栽培植物（花期）
- クリンソウ（5月）
- ミズバショウ（4月）
- コガネミズバショウ（4月下旬）
- イワウチワ（4月下旬）
- ヒマラヤのシャクナゲ（4月）
- メコノプシス・ベトニキフォリア（ヒマラヤの青いケシ）（5月）
- エンコウソウ（5月）
- クリンソウ（5月）
- クロユリ（5月）
- セイヨウウスユキソウ（別名：エーデルワイス）（6月）
- コマクサ（6月）
- オオバオオヤマレンゲ（6月）
- シチダンカ（6-7月）（六甲山で再発見された幻の八重咲きのヤマアジサイ）
- ニッコウキスゲ（7-8月）
- ヒゴタイ（8月）（絶滅危惧種）
- フジアザミ（9月）
- ドウダンツツジ
- シラキ

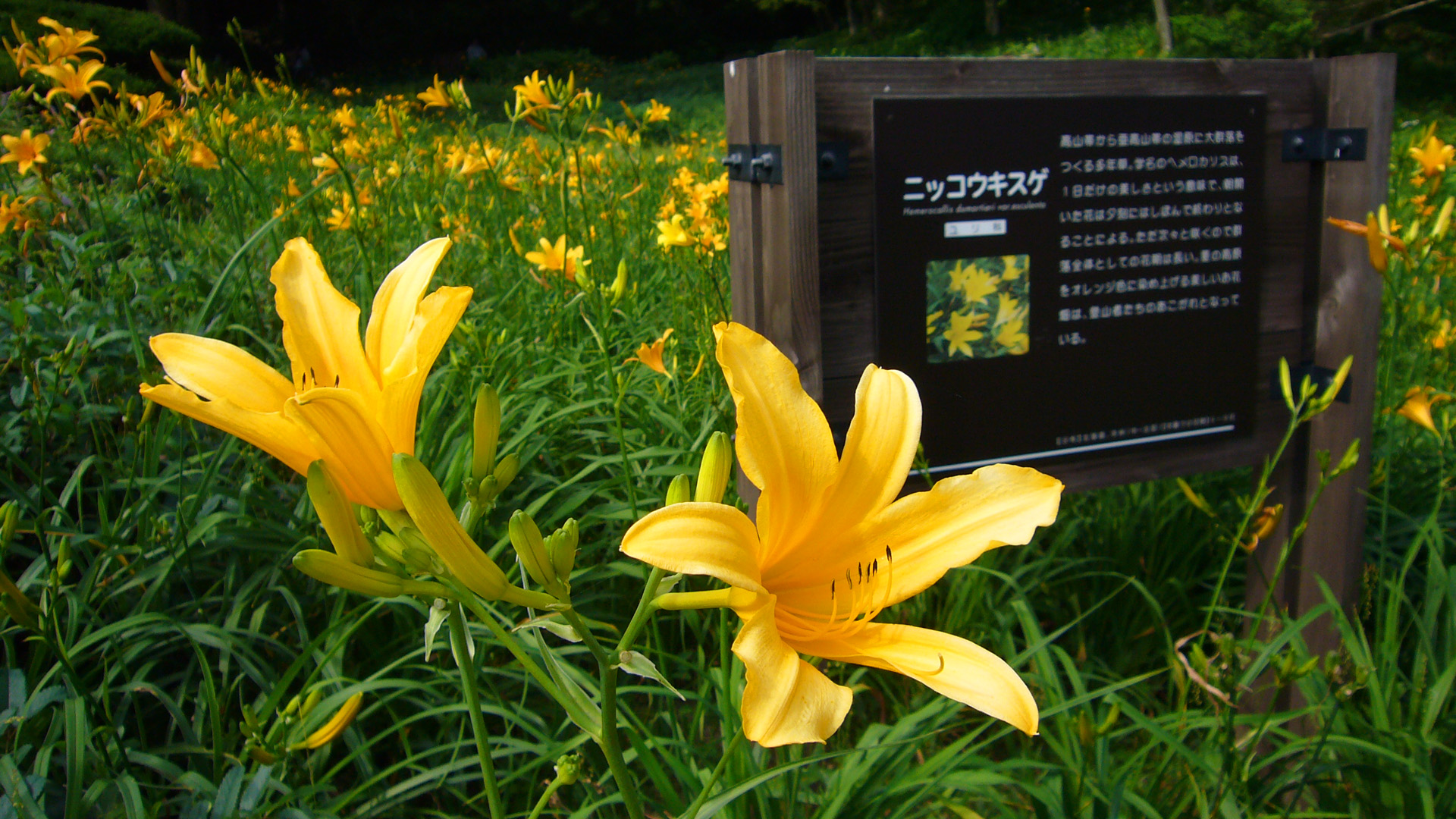
ニッコウキスゲ群生（7月）
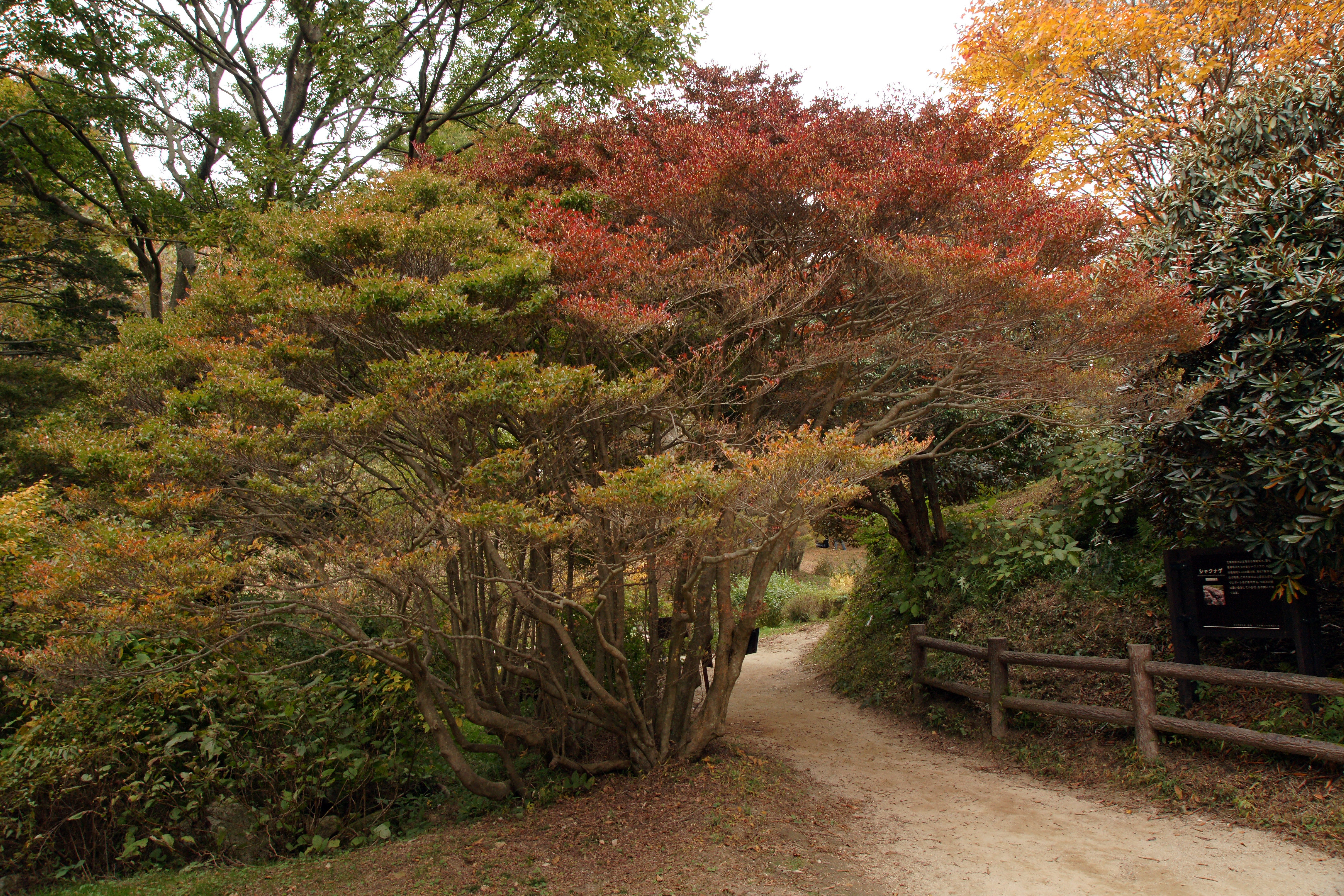
ドウダンツツジ（10月）
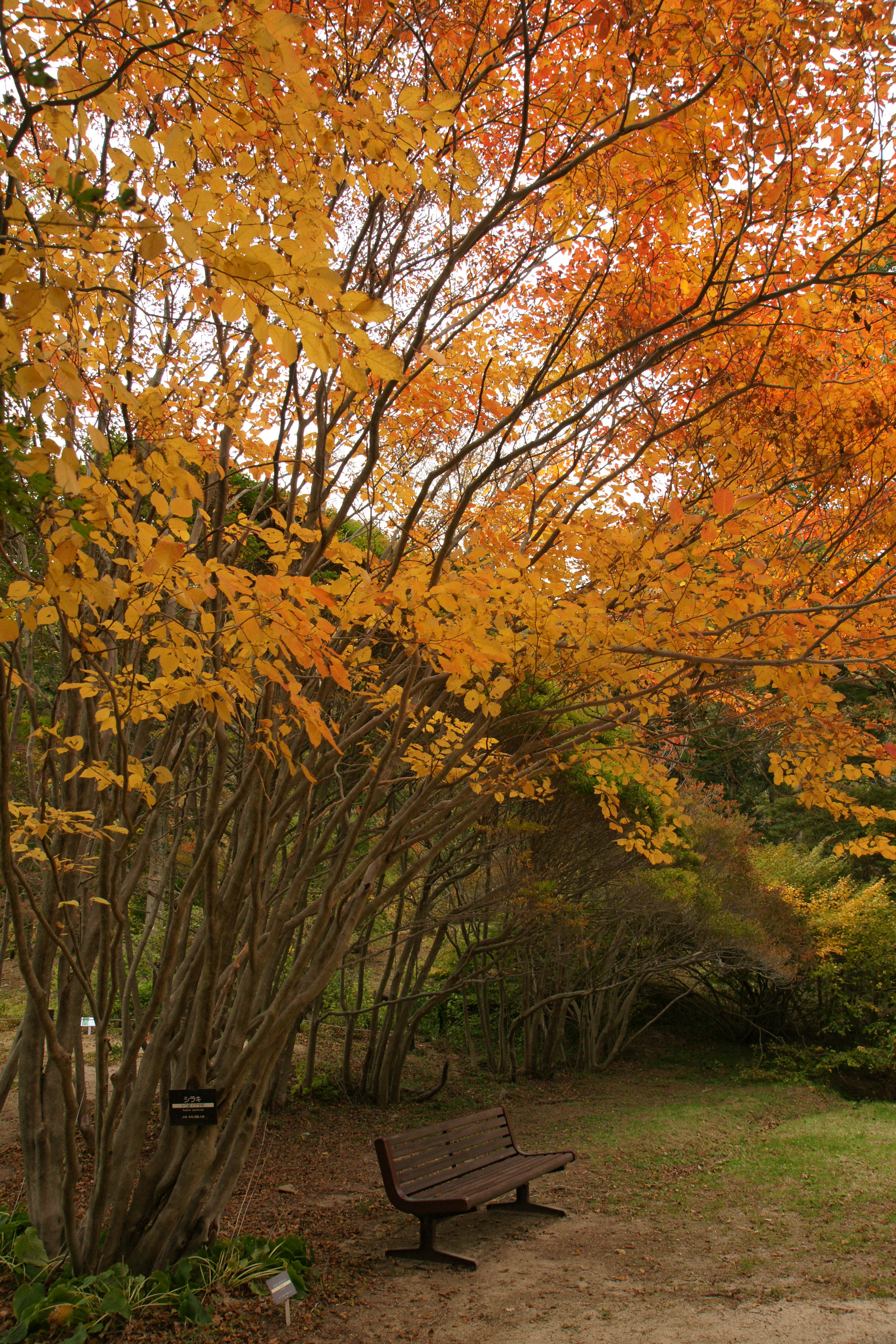
シラキ（10月）

## 園内
- 湿性植物区
- 樹林区
- ロックガーデン
- アルパインハウス
- プリンスブリッジ
- 休憩所

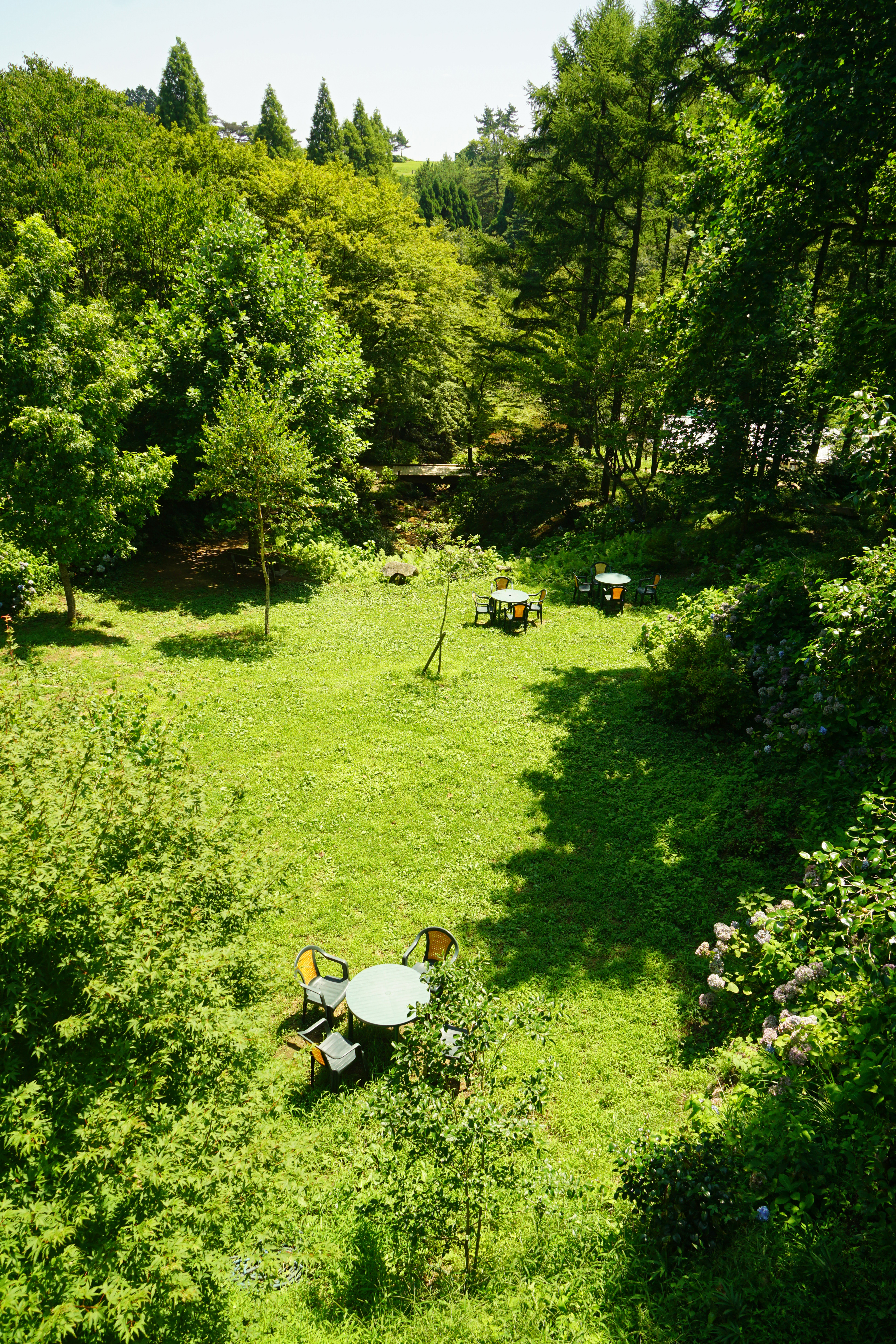
樹林区（8月）
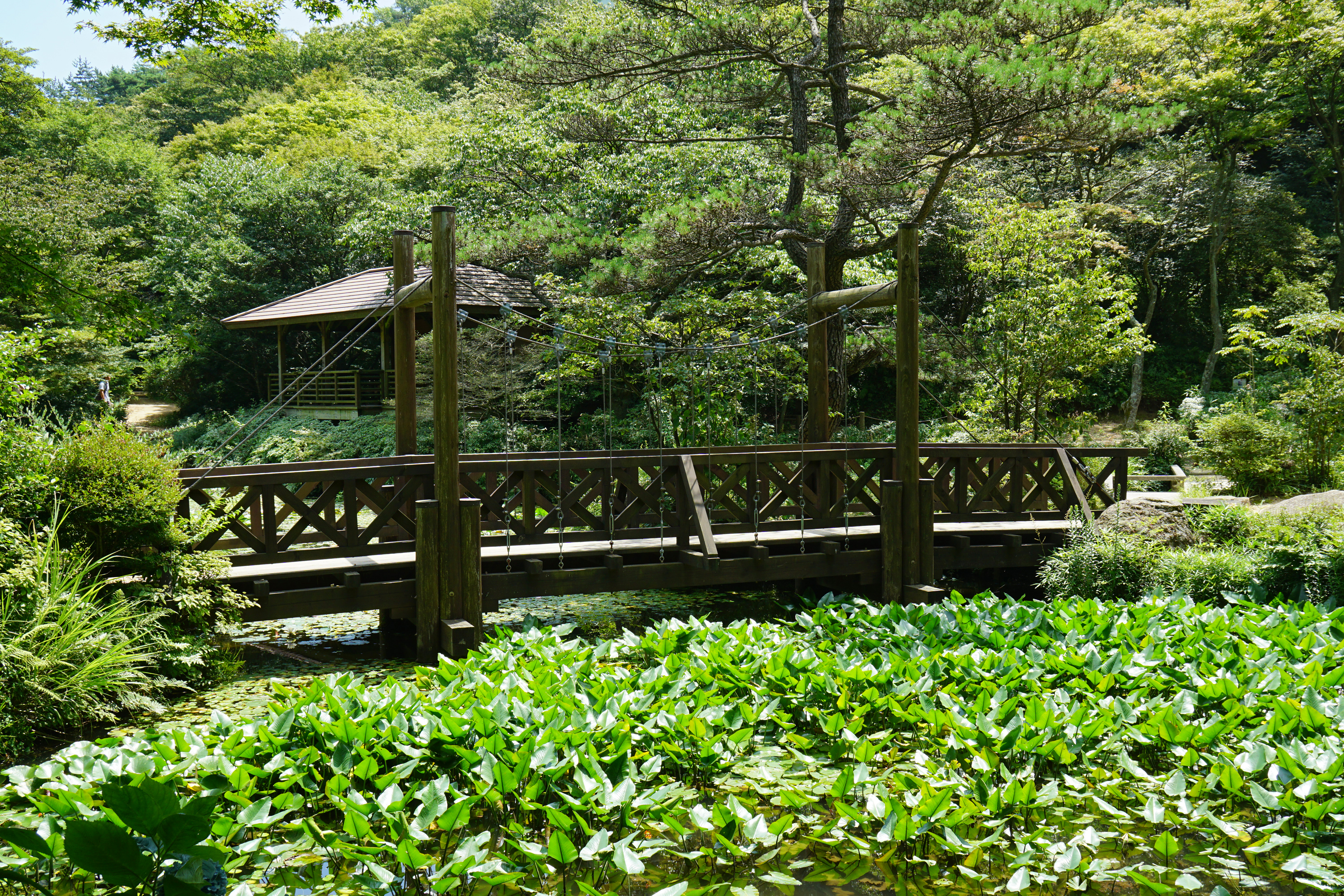
プリンスブリッジ（8月）
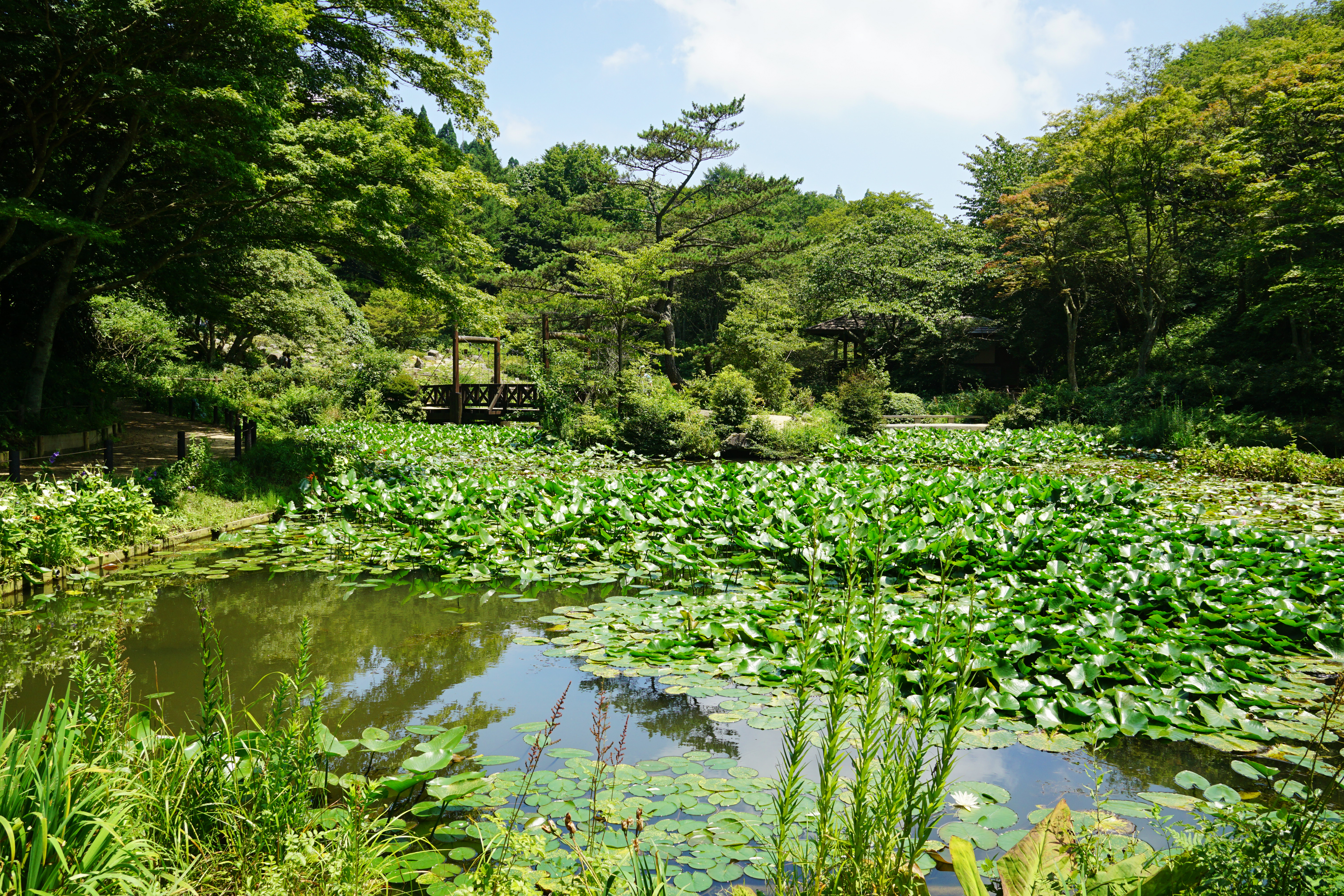
プリンスブリッジと池（8月）
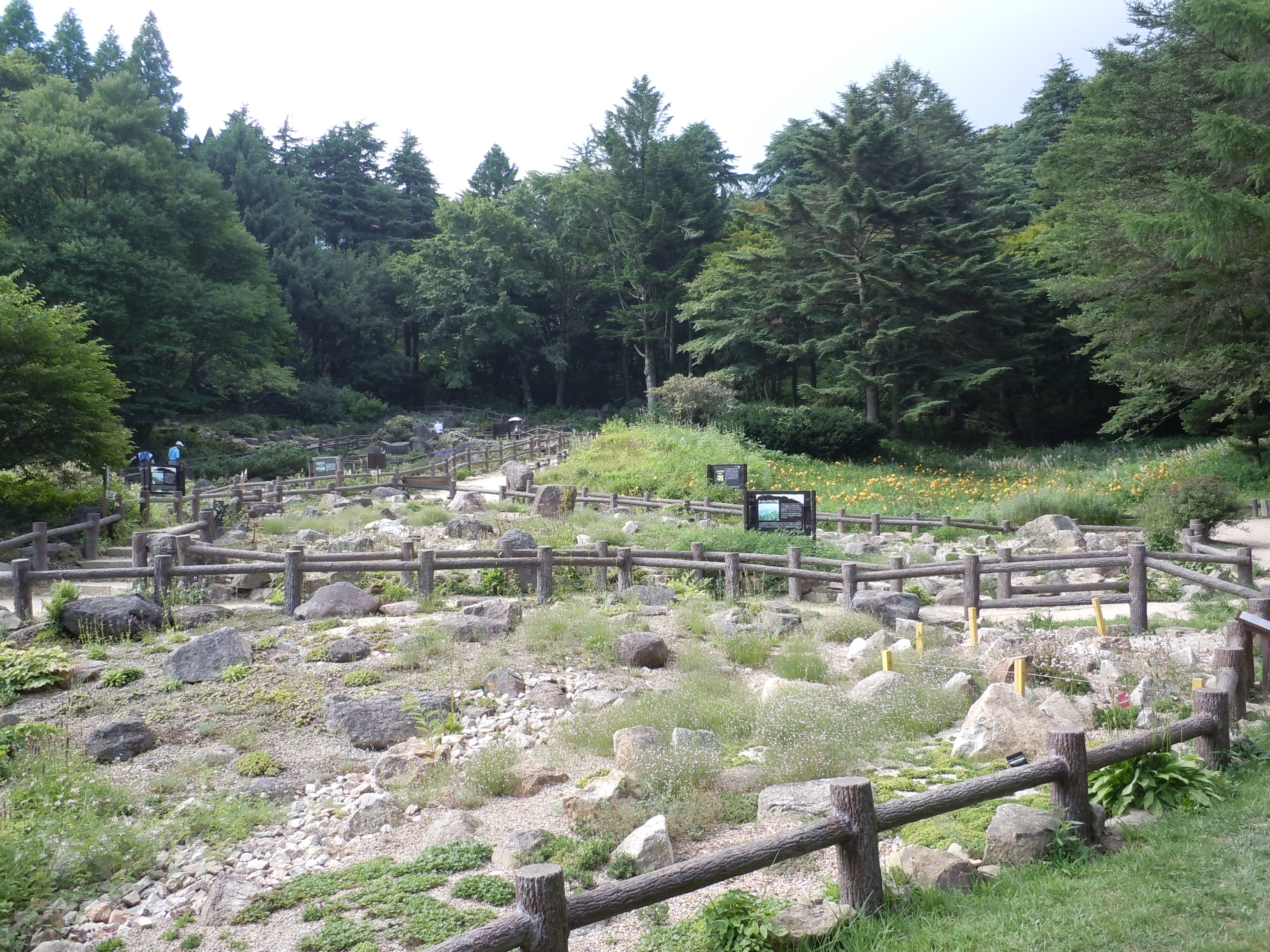
ロックガーデン（8月）
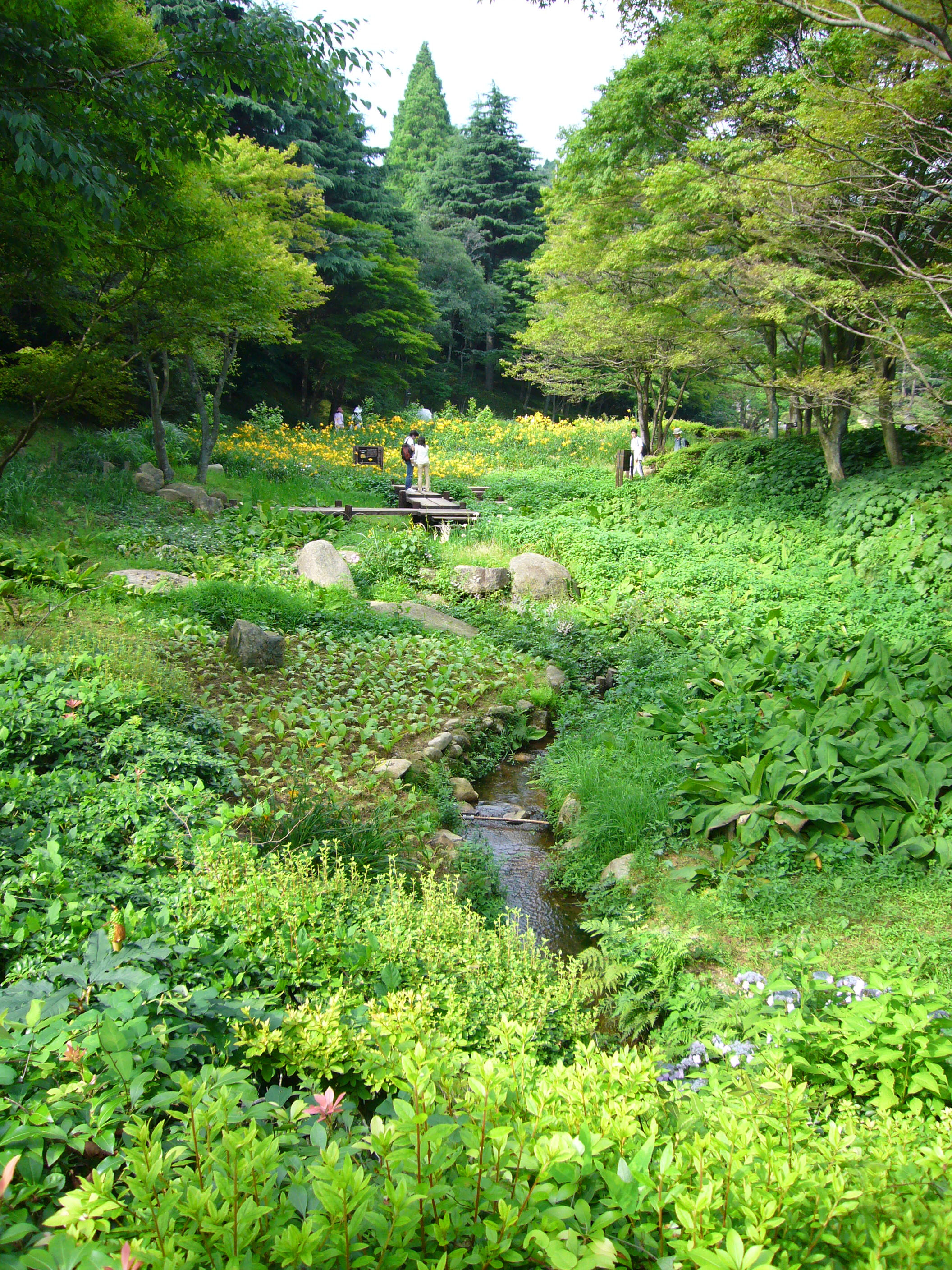
湿地帯（7月）
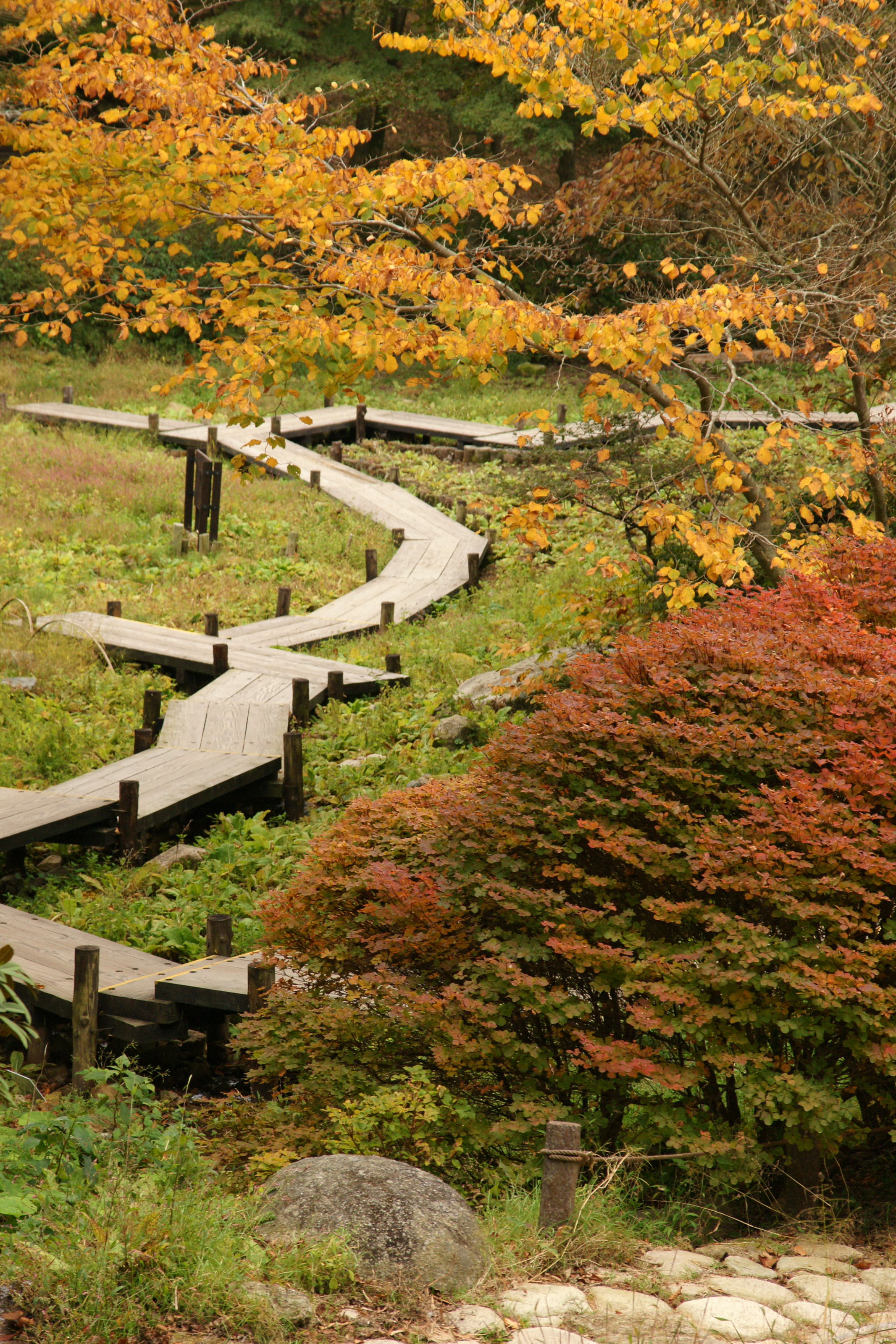
湿地帯（10月）

## 施設

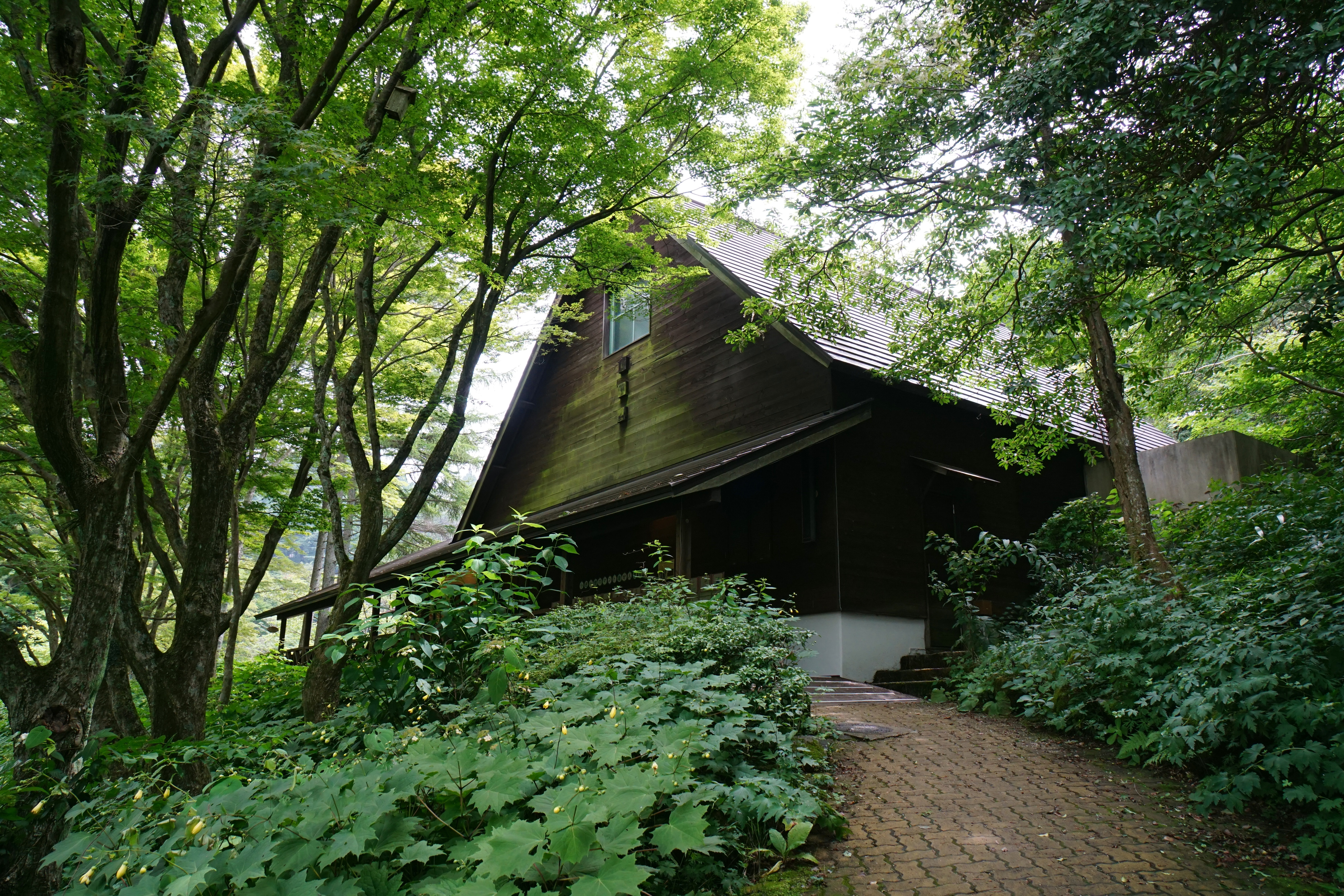
映像館
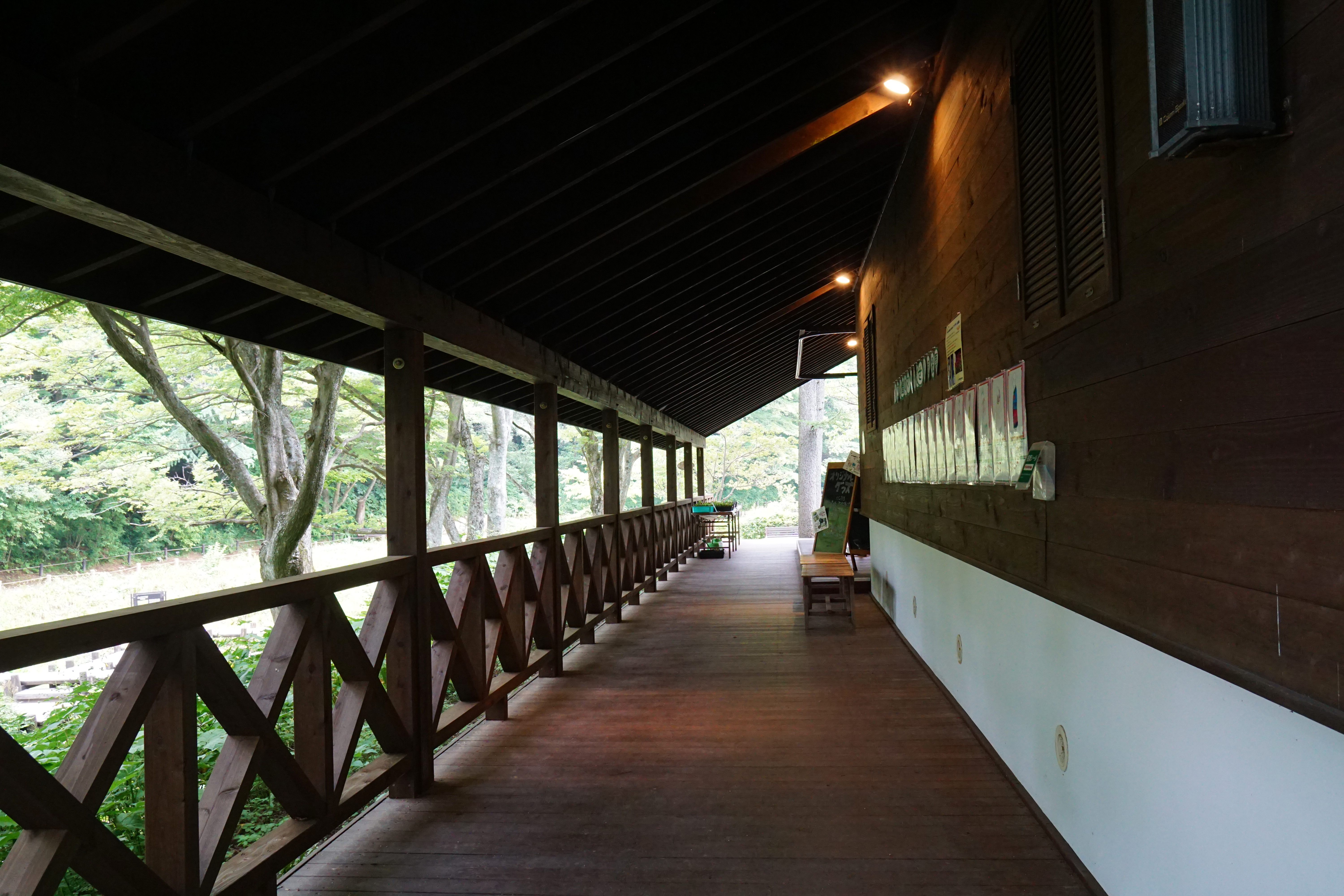
ショップ「アルピコラ」
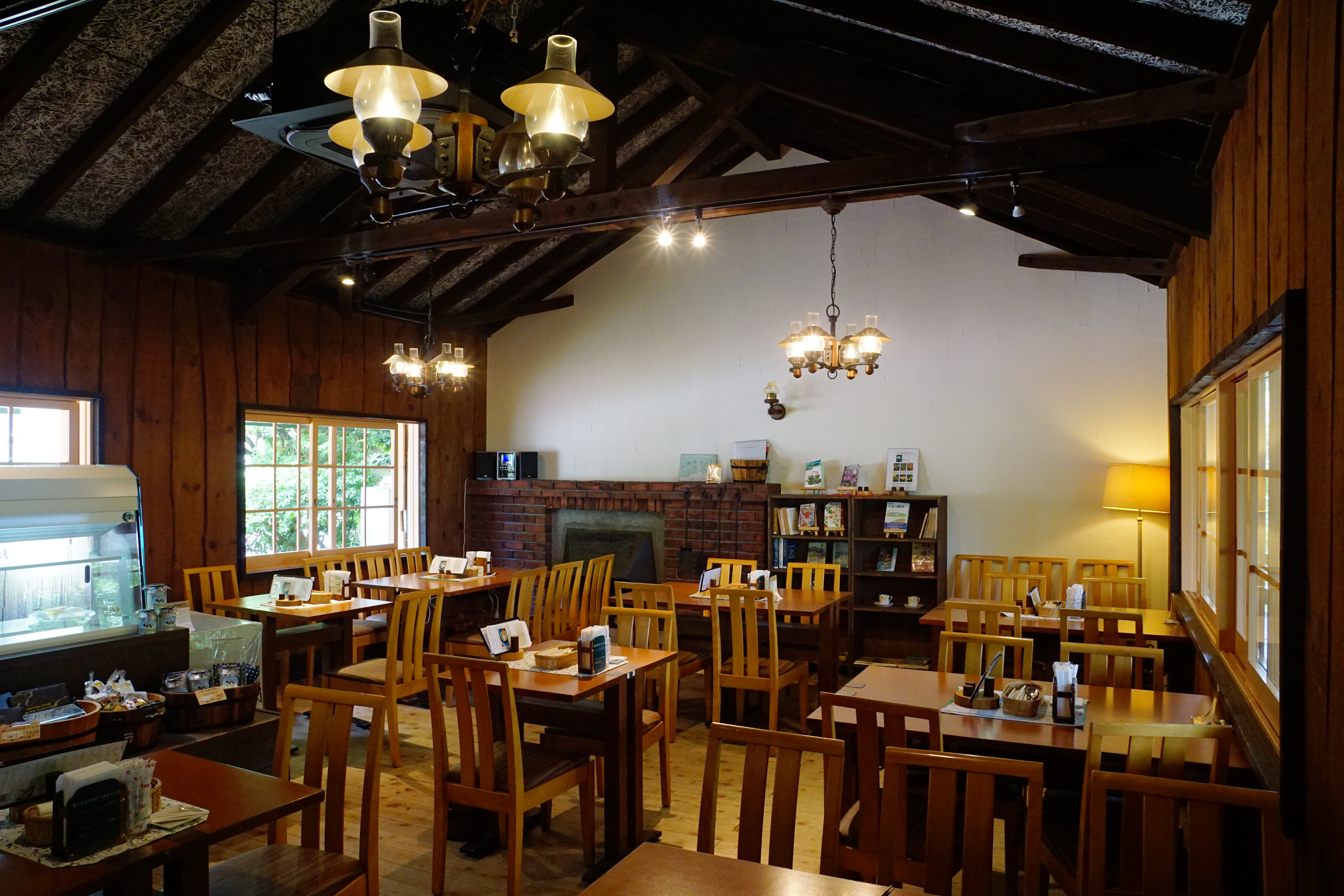
ワイルドフラワーショップ
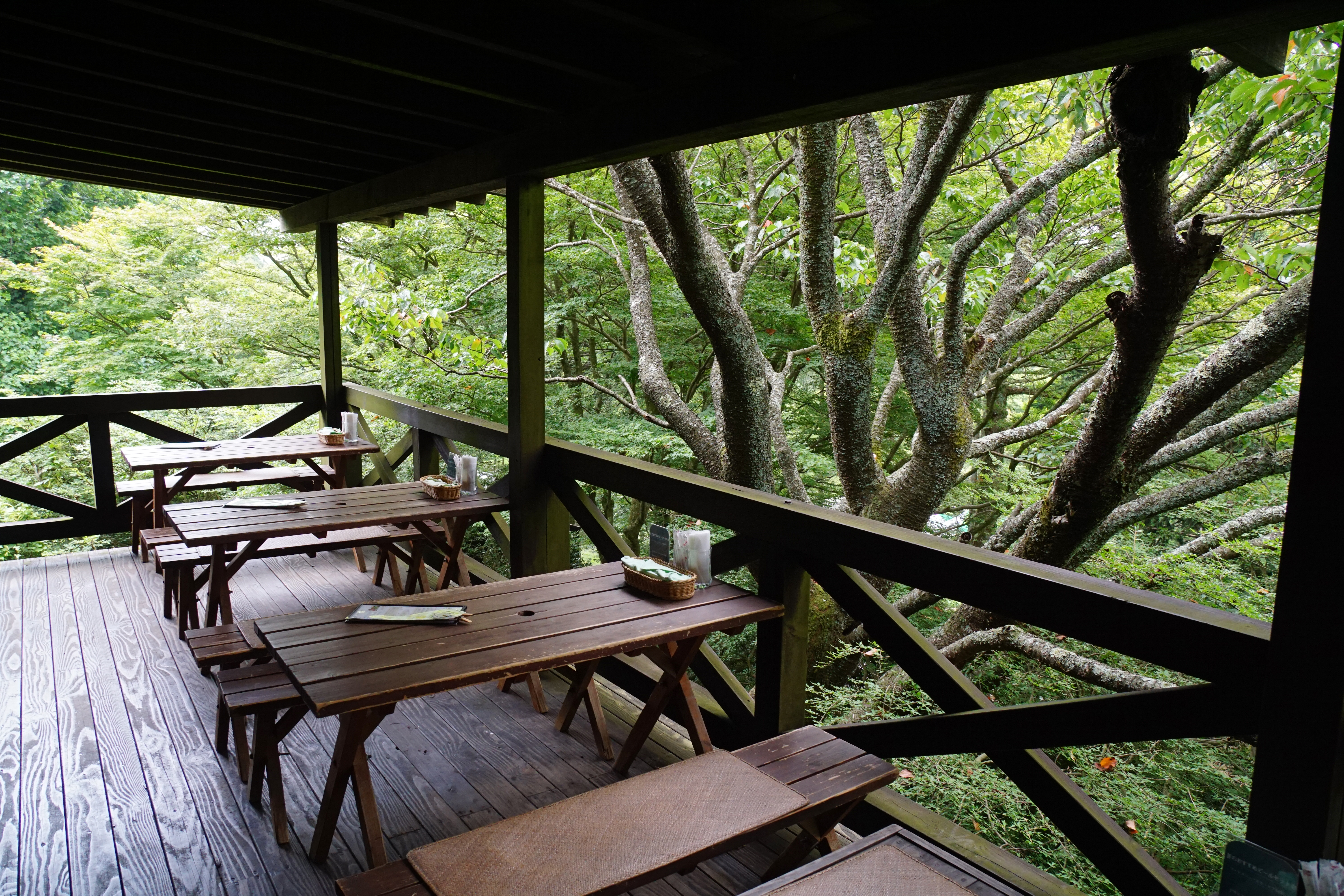
山小屋カフェ「エーデルワイス」
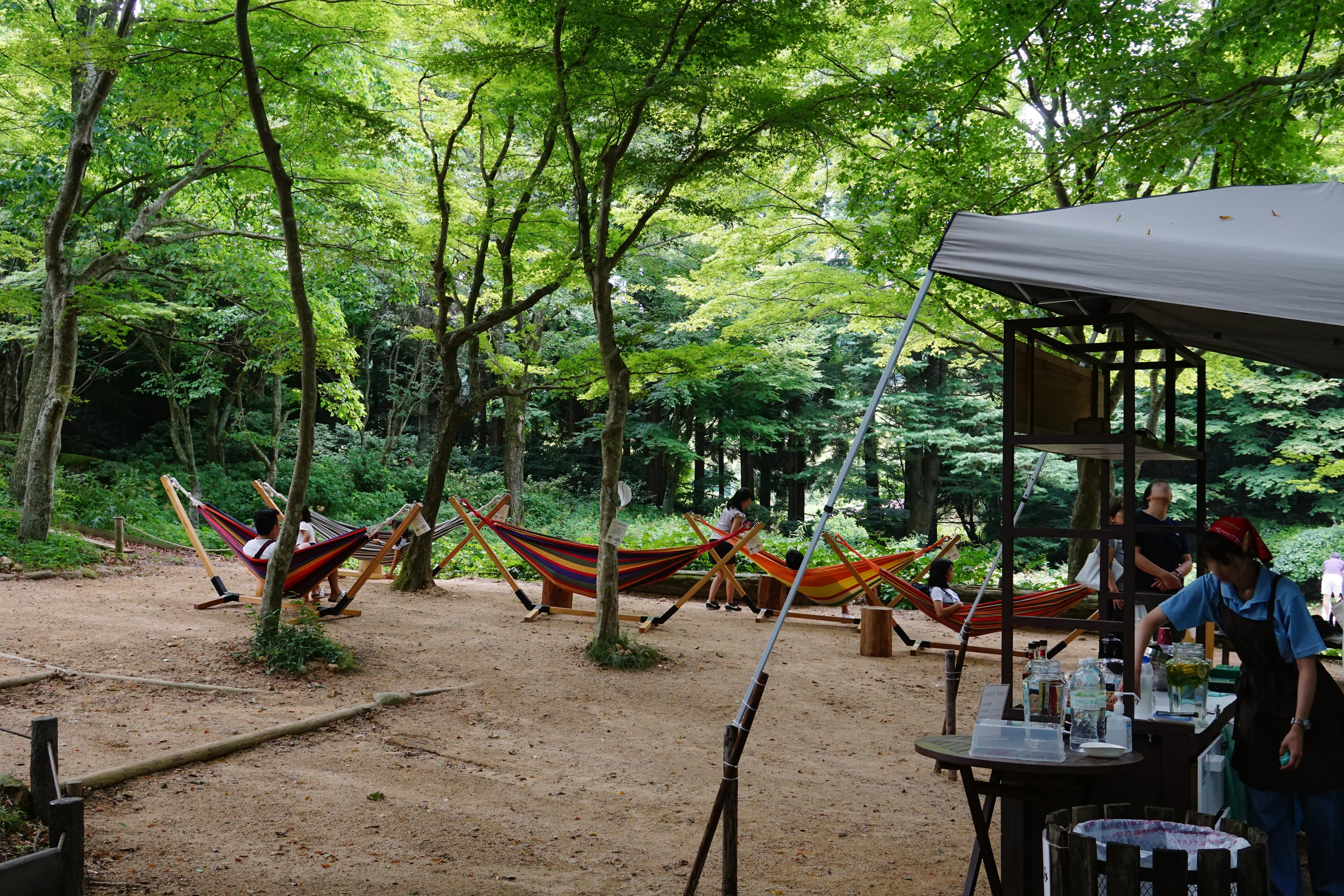
ブナカフェ（夏期）

- 映像館
- 映像館バルコニー
- 山小屋カフェ「エーデルワイス」
- 山小屋カフェ「エーデルワイス」バルコニー席
- ブナカフェ

## 皇室と六甲高山植物園

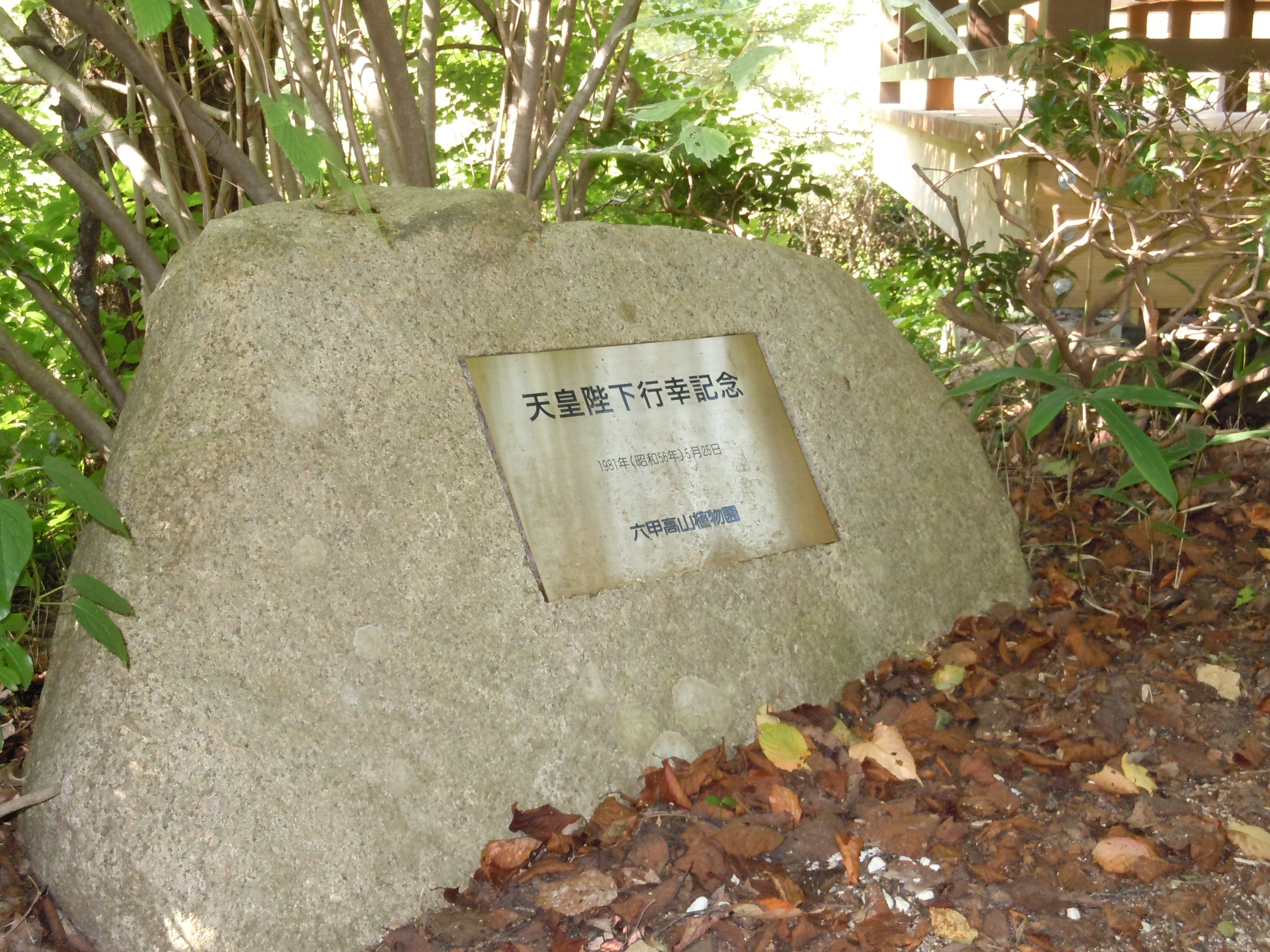
昭和天皇の行幸記念碑

六甲高山植物園は、その学術性から皇室の訪問（行幸・行啓）をたびたび受けている。
- 1958年には上皇が皇太子時代に訪れた。
  - 上皇が皇太子時代に訪れた時に、園内に架けられた吊橋には「プリンス・ブリッジ」と名づけられたが、その後老朽化により2回架け替えられた。2代目からは吊橋ではなくなったが、2代目の橋は木製の装飾により、現在の3代目は装飾のワイヤーにより吊橋の雰囲気を出している。
- 1971年には今上天皇が立太子前の学習院初等科在学中に訪れた。
- 1981年には、昭和天皇が神戸ポートアイランド博覧会視察のため、神戸を訪問した際に当園を訪れた[8]。
  - 園内には昭和天皇の行幸記念碑が設置されている。また、昭和天皇は満開のエンコウソウ群落に特に関心を示した。昭和天皇の帰京後、宮内庁を通じてエンコウソウの譲渡の要請があり、30株が皇居吹上御苑に献上・移植された。
  - 園内には皇室三代訪問時の記念植樹もある。

## スイスと六甲高山植物園
2008年6月に六甲高山植物園はスイスを代表する高山植物園とされるベルン州インターラーケン郊外のシーニゲプラッテ山頂にあるシーニゲプラッテ高山植物園と姉妹提携を行った。日本とスイスの植物園同士の初の姉妹提携である。両植物園が登山電車やケーブルカーでアクセスするなど、共通点が多いためとされている。姉妹提携以降、六甲高山植物園では園内の道標をスイスのハイキングコースと同様のデザインのものに交換されたり、スイスの国旗やスイスの州（カントン）の州旗の掲揚などがイベントに合わせて行われている。また、園内の小便小僧が期間限定でシーニゲプラッテ登山鉄道職員の制服を着用するなどしている。

## 利用情報
- 開園期間 - 3月中旬-11月中旬 [10]
- 開園時間 - 10：00-17：00 最終入園時間16：30
- 休園日 - 木曜日（祝日及び繁忙期は開園）

## 交通アクセス
- 六甲ケーブル「六甲山上駅」から、六甲山上バス「高山植物園」下車すぐ

## 周辺
- ROKKO森の音ミュージアム（隣接）